# Ahmes-Henuttamehu
Ahmes-Henuttamehu – córka Sekenenre Tao i Ahmes-Inhapi. Żyła na przełomie XVII i XVIII dynastii. Jej imię znaczy "Ahmes-pani Dolnego Egiptu. 
Mumia Ahmes-Henuttamehu została odkryta w 1881 roku w skrytce DB320. Rok później, w grudniu 1882 została odwinięta i zbadana przez Gaston Maspero. Bandaże zostały obficie nasączone substancjami żywicznymi, co podczas odwijania spowodowało wiele trudności. Część bandaży nadal znajduje się na mumii. Ahmes-Henuttamehu zmarła staro. Podczas badań mumii, dr Elliot Smith stwierdził, że królowa w chwili śmierci była niemal całkiem łysa, a resztki włosów po bokach głowy zabarwiono henną. Mumia uległa uszkodzeniu podczas przewożenia do Kairu. Jednakże znacznych uszkodzeń dokonali już w starożytności rabusie grobów.
Na bandażach mumii były wypisane cytaty z Księgi umarłych. Obecnie mumia znajduje się w Muzeum Kairskim.

## Tytuły
| N41 · t | M23 |

| N41 · t | M23 |

|             |          |           |
| \| \| \| \| |          |           |
|             |          |           |
| N12 · F31   | W10 · X1 | N18 · M15 |

| N12 · F31 | W10 · X1 | N18 · M15 |

|             |          |           |
| \| \| \| \| |          |           |
|             |          |           |
| N12 · F31   | W10 · X1 | N18 · M15 |

| N12 · F31 | W10 · X1 | N18 · M15 |

|             |          |           |
| \| \| \| \| |          |           |
|             |          |           |
| N12 · F31   | W10 · X1 | N18 · M15 |

| N12 · F31 | W10 · X1 | N18 · M15 |

|             |          |           |
| \| \| \| \| |          |           |
|             |          |           |
| N12 · F31   | W10 · X1 | N18 · M15 |

| N12 · F31 | W10 · X1 | N18 · M15 |

Tytuły Ahmes-Henuttamehu:
- Królewska Córka (s3t-niswt),
- Królewska Siostra (snt-niswt),
- Królewska Żona (hmt-niswt).